# 阮玉福徽
順美公主阮玉福徽（越南语：／；1846年—1870年），越南阮朝紹治帝第三十四女，生母順嬪黃氏穎。

## 生平
紹治六年（1846年），阮玉福徽在順化皇城出生。嗣德十四年（1861年），公主16歲，下嫁尚書阮廷賓之子、善妃阮氏錦之弟阮廷接。嗣德二十二年（1869年），嗣德帝封福徽為順美公主。次年（1870年），公主去世，壽二十五歲，諡貞婉。
順美公主育有二子一女。